# Saucerottia viridigaster
La amazilia colimorada, amazilia de cola morada o diamante colimorado (Saucerottia viridigaster), es una especie de ave apodiforme de la familia Trochilidae —los colibríes— perteneciente al numeroso género  Saucerottia, anteriormente incluida en el género  Amazilia .  Es nativa del noroeste de América del Sur

## Distribución y hábitat
Se distribuye a lo largo de los Andes del oeste de Venezuela, hacia el sur a lo largo de la vertiente oriental de los Andes Orientales de Colombia hasta el oeste de Meta. Su presencia en la vertiente occidental de los Andes Orientales no está confirmada, pero es posible.
Esta especie puede ser bastante común o poco común en una variedad de hábitats, incluyendo bordes y claros de bosques, plantaciones y hábitats de matorrales o arbustos, tales como crecimientos secundarios bajos. Es una especie subtropical, que se encuentra en las laderas medias bajas de los Andes orientales, en altitudes principalmente entre 400 y 1700 m.

## Descripción
Mide entre 8,9 y 10 cm de longitud. El pico alcanza 18 mm de largo y es negro por arriba, con la mandíbula rosada y la punta oscura. La cabeza, el dorso, el pecho y la parte superior del vientre, son de color verde brillante, que contrasta con la coloración castaña opaca, ahumada en la grupa, bronceada en la parte baja del vientre, rojiza o cobriza en la cara inferior de la cola y morada bronceada oscura o bronce cobriza o rojiza en la cara superior de la cola.

## Alimentación
Se alimenta de néctar, en parches de flores de matorrales, hierbas y enredaderas o en las flores de árboles y arbustos. Tiene un comportamiento fuertemente territorial.

## Sistemática

### Descripción original
La especie S. viridigaster fue descrita por primera vez por el ornitólogo francés Jules Bourcier en 1843 bajo el nombre científico Trochilus viridigaster; su localidad tipo es: « Fusagasuga, Colombia».

### Etimología
El nombre genérico femenino Saucerottia fue tomado del nombre específico Trochilus saucerrottei, que por su vez conmemora al médico y ornitólogo francés Antoine Constant Saucerotte (1805–1884); y el nombre de la especie «viridigaster» se compone de las palabras del latín «viridis» que significa ‘verde’ y «gaster» que significa ‘vientre’.

### Taxonomía
La presente especie junto a un grupo de otras diez especies fueron tradicionalmente incluidas en el género Amazilia. En el año 1999, ya se propuso la separación en los géneros resucitados Agyrtria y otras en Saucerottia, principalmente con base en características morfológicas y de plumaje, pero esta tesis no fue adoptada por las mayoría de las clasificaciones por falta de mejores evidencias. Una serie de estudios filogenéticos que culminaron con el estudio de McGuire et al. (2014) confirmaron que el género Amazilia era altamente polifilético. En la clasificación propuesta para resolver la polifilia del género, Stiles et al. (2017) reafirmaron la resurrección del género Saucerottia para este grupo de especies, lo que fue reconocido por el Comité de Clasificación de Sudamérica (SACC) en la Propuesta N.º 781.
La especie Saucerottia cupreicauda fue tradicionalmente tratada como un grupos de subespecies de la presente, a pesar de su aislamiento geográfico en los tepuyes, y que varios autores anteriores ya la consideraban una especie plena, con base en la coloración diferente de la rabadilla, de las coberteras externas de la cola y de las rectrices. Finalmente, en 2022, esta separación fue seguida por las principales clasificaciones.
La forma descrita Saucerottia viridigaster melanura Simon, 1921, se considera un sinónimo de la nominal.

### Subespecies
Según las clasificaciones del Congreso Ornitológico Internacional (IOC) y Clements Checklist/eBird  se reconocen dos subespecies, con su correspondiente distribución geográfica:
- Saucerottia viridigaster viridigaster (Bourcier), 1843 – vertiente oriental de los Andes Orientales de Colombia en Boyacá,  Arauca, Casanare, Cundinamarca y Meta, hacia el sur hasta la Sierra de la Macarena en el occidente de Meta.
- Saucerottia viridigaster iodura Reichenbach, 1854 – Andes del oeste de Venezuela en el suroeste de Barinas, sur de Mérida y Táchira), y también extremo noreste de Santander en Colombia.